# Alexander I av Georgien
Alexander I av Georgien, död 1446, var en georgisk monark. Han var kung i kungariket Georgien mellan 1412 och 1442.